# مارکو بلو
مارکو بلو (انگلیسی: Marco Bleve؛ زادهٔ ۱۸ اکتبر ۱۹۹۵) بازیکن فوتبال اهل ایتالیا است.
از باشگاه‌هایی که در آن بازی کرده‌است می‌توان به باشگاه فوتبال لچه اشاره کرد.